# Partido judicial de Ciudad Real

El Partido judicial de Ciudad Real   es uno de los 31 partidos judiciales en los que se divide la comunidad autónoma de Castilla-La Mancha, siendo el partido judicial n.º 2  de la provincia de Ciudad Real.
El ámbito territorial, que viene regulado por el Real Decreto 529/1983, de 9 de marzo, comprende los municipios de:
Alcoba de los Montes, Alcolea de Calatrava, Anchuras, Arroba de los Montes, Ballesteros de Calatrava, Cañada de Calatrava, Carrión de Calatrava, Ciudad Real, Los Cortijos, El Robledo, Fernán Caballero, Fontanarejo, Horcajo de los Montes, Luciana, Malagón, Miguelturra, Navalpino, Navas de Estena, Picón, Piedrabuena, Poblete, Porzuna, Retuerta del Bullaque, Torralba de Calatrava y Villar del Pozo.